# Baby Bátiz
Baby Bátiz, nome artístico de María Esther Medina Núñez (Tijuana, 24 de novembro de 1949), é uma cantora mexicana.

## Trajetória
Iniciou sua carreira musical aos onze anos cantando no grupo Los TJ's, no qual interpretou versões de canções de gêneros como rock and roll e baladas. Em sua formação musical, devido à fronteira com os Estados Unidos, Bátiz cresceu ouvindo rock, blues e soul. Entre 1964 e 1968 viajou de férias para a Cidade do México para trabalhar nos chamados cafés cantores da capital mexicana onde já se apresentava seu irmão ele também músico Javier Bátiz. Isso no contexto de uma "onda" de grupos de rock and roll e outros ritmos vindos de Tijuana. Em 1964 gravou seu primeiro álbum Aconséjame mama, o mesmo em que teve que cantar em um estilo diferente do que costumava - influenciada por artistas como Aretha Franklin - por motivos comerciais. O álbum não foi promovido, entre outros fatores, porque Baby Bátiz não atingiu a maioridade.
Na segunda metade da década de 1960, o estilo de Baby Bátiz mudou das baladas rock and roll para um estilo mais perto em gêneros como soul e blues, que ela promoveria entre o público da capital mexicana. Participou de programas de televisão como Operação Ja-Ja e Discoteca Orfeon A Go-gó . Nos anos 70 faria parte dos grupos Tequila e Las Loquettes. Em sua carreira possui seis LPs. Ela colaborou em uma dúzia de álbuns de seu irmão Javier.
Baby Batiz já foi cantora de diversos comerciais e já foi cantora de estúdio em discos de Yuri, Lupita D'Alessio, Timbiriche, entre outros.

## Discografia
- Aconséjame mamá (1965)
- Demasiado tarde/Un lugar cerca del sol (1971)
- Abrázame bésame (1973)
- Those were the days (1998)
- Grandes Musicales (Andrew Lloyd Webber) (1999)
- En Vivo en el Monumento a la Revolución (2003)
- De veras me atrapaste (2004)
- Antología (2010)

### Em colaboração

#### Com Javier Bátiz
- Bátiz and Hair (1968)
- Javier Bátiz y su Onda (1973)
- Ella Fue (1976)
- Mr. Loco Loco (1979)
- Esta Vez (1984)
- Radiocomplacencias (1985)
- Esta Vez 2 (1989)
- Di si tú Te Acuerdas de Mí (1994)
- Me Gusta el Rock (1996)
- La Casa del Sol Naciente (1997)
- El baúl del brujo vol. 1, 2 y 3 (2003)